# Zuzana Licko
Zuzana Licko (*1961, Bratislava) je americká grafická designérka žijící v Kalifornii. Do USA přišla se svou rodinou ještě jako dítě. Studovala architekturu, fotografii a programování, získala titul z grafické komunikace na Kalifornské univerzitě v Berkeley.
Svůj původní studijní směr architekturu změnila za vizuální studia, především kvůli tomu, že studium architektury se v jejích očích příliš podobalo obchodní škole.
Na Berkeley Licko navštěvovala kurz kaligrafie, který paradoxně patřil mezi její nejméně oblíbené, protože musela psát pravou rukou ačkoliv byla levačka. Tato zkušenost ji později ovlivnila v praxi – ve své tvorbě hojně využívala počítače.
Zuzana Licko je známá především jako autorka množství písemných rodin. Spolu se svým manželem Rudym VanderLansonem založila studio Emigre Fonts a vydávala vlivný magazín o grafickém designu Emigre.

## ČasopisEmigre
Časopis vycházel v letech 1984 až 2005. Prvních osm čísel se zaobíralo tématy spojenými s vystěhovalectvím jako jsou hranice, kulturní rozdíly a odcizení. Dynamicky pojatá vizuální stránka časopisu upoutala pozornost mnohých designérů, což vedlo k dalšímu stupni vývoje magazínu. Od devátého čísla se časopis začal věnovat autorům a trendům v grafickém designu a postupně se přetransformoval na platformu pro kritickou diskuzi a eseje o designu. Během let přešel několika změnami formátu a grafickými úpravami. Poslední číslo vyšlo pod názvem „The End“ v roce 2005.

## Ocenění
Licko a VanderLans získali následující ocenění:
- Chrysler Design Award v roce 1994.
- Publish magazine Impact Award v roce 1996.
- American Institute for Graphic Arts Gold Medal Award v roce 1997
- Charles Nyples Award in Innovation in Typography v roce 1998

### Písma Zuzany Licko
- Lo-Res, 1985 and 2001
- Modula, 1985
- Citizen, 1986.
- Matrix, 1986
- Lunatix, 1988
- Oblong, 1988
- Senator, 1988
- Variex, 1988
- Elektrix, 1989.
- Triplex, 1989
- Journal, 1990.
- Tall Pack, 1990
- Totally Gothic, 1990
- Matrix Script, 1992
- Narly, 1993
- Dogma, 1994.
- Whirligig, 1994
- Base Nine and Twelve, 1995.
- Soda Script, 1995
- Mrs. Eaves, 1996
- Filosofia, 1996.
- Base Monospace, 1997.
- Hypnopaedia, 1997.
- Tarzana, 1998
- Solex, 2000
- Puzzler, 2005
- Mr. Eaves Sans and Modern, 2009.